# 约瑟夫·科尔恰克
约瑟夫·科尔恰克（捷克語：Josef Korčák，1921年12月17日—2008年10月5日），捷克斯洛伐克共产党领导人、捷克总理，社会主义劳动英雄。